# Lodwar
Lodwar is de grootste plaats in het noordwesten van Kenia en hoofdstad van Turkana County, een van de 47 districten of county's waarin het land sinds 2013 is opgedeeld. Lodwar ligt ten westen van het Turkanameer. De rivier Turkwel stroomt langs de plaats. De plaats telde in 2009 48.316 inwoners.
Lodwar is de zetel van het gelijknamige rooms-katholieke bisdom.
De plaats ligt aan de A1, een van de belangrijkste wegen in Kenia, en wordt bediend door Lodwar Airport.